# Beat Again
„Beat Again” este un cântec al formației britanice JLS. Acesta constituie primul single al grupului lansat după ocuparea locului secund în cadrul emisiunii-concurs The X Factor. Trimis posturilor de radio pe data de 8 mai 2009, cântecul a devenit și principalul extras pe single al albumului de debut al formației, JLS. Comercializarea discului single a debutat pe data de 13 iulie 2009.
Înregistrarea a beneficiat o campanie de promovare și de un videoclip regizat de echipa Max & Dania. „Beat Again” a primit în general recenzii favorabile din partea criticilor muzicali, Digital Spy fiind de părere că „este cu mult mai interesant decât 99% dintre discurile single lansate de un artist afiliat la X Factor”. Cântecul a fost preluat de interpreta Little Boots și de o fostă prietenă a componentului Marvin Humes, care a adaptat sensul versurilor, prin acestea făcând referire la relația lor.
Cântecul a debutat pe locul 1 în clasamentul UK Singles Chart, înregistrând vânzări de peste 100.000 de exemplare într-o singură săptămână. Compoziția s-a bucurat de succes și în alte teritorii europene, clasându-se în top 10 în țări precum Bulgaria, Irlanda, Macedonia sau România. De asemenea, „Beat Again” a câștigat un trofeu Mobo Awards în anul 2009, la categoria „Cel mai bun cântec” și o statuetă BRIT Awards în anul 2010, la categoria „Cel mai bun single Britanic”.

## Informații generale
„Beat Again” a fost lansat ca primul single al formației de pe materialul de debut, JLS. Referitor la alegerea cântecului în postura de single principal al albumului, componentul Aston Merrygold a declarat următoarele: „Cred că oamenii se așteaptă să lansăm o preluare ca primul nostru single. Dar acesta este sound-ul nostru individual. Când ascultat «Beat Again» ne-a plăcut foarte mult”. În același context, „Beat Again” este o alegere neobișnuită pentru concurenții spectacolelor televizate, care obișnuiesc să lanseze o preluare sub titulatura de single ce marchează debutul lor discografic. Înregistrarea a fost scrisă în mod special de Wayne Hector și Steve Mac pentru JLS, cel din urmă prezentându-l casei de discuri ca un potențial single. De asemenea, „Everybody in Love” se preconiza a fi promovat ca prima compoziție a grupului, însă compania Epic Records a decis să comercializeze mai întâi „Beat Again”. Coperta oficială a discului single a fost dezvăluită pe data de 8 mai 2009, în paralel cu versurile compoziției. Pentru această piesă JLS au fost nominalizați la premiile Virgin Media Music Awards 2009 la categoria „Cel mai bun cântec”. De asemenea, la gala premiilor Mobo Awards 2009 formația și-a adjudecat trofeul la aceeași categorie, depășind astfel concurența compusă din artiști precum N-Dubz sau Tinchy Stryder. În prima parte a anului 2010, grupul a câștigat un Premiu BRIT la categoria „Cel mai bun single britanic”, triumfând asupra concurenței formată din artiști precum Alesha Dixon, Cheryl Cole, N-Dubz, Lily Allen sau Pixie Lott. La aceeași ceremonie, formația a câștigat statueta la categoria „Revelația anului”.
La scurt timp după promovarea cântecului, Jaime Jay, o fostă prietenă a interpretului Marvin Humes, a lansat o preluare după înregistrarea formației, numind-o „Cheat Again”. În compoziția sa îl blama pe Humes pentru faptul că i-a fost infidel, piesa fiind postată pe Youtube sub pseudonimul „JLX”. La scurt timp fanii grupului s-au declarat deranjați de atitudinea lui Jaime Jay, unii dintre ei făcând uz de o serie de cuvinte cu conținut vulgar. Pentru a-și promova preluarea, Jay a filmat și un videoclip, lansarea discului single ce conține piesa având loc pe data de 9 noiembrie 2009, concomitent cu lansarea albumului de debut al formației. Pe fața B a fiscului a fost inclusă versiunea de studio a șlagărului Rihannei „Umbrella”, care a devenit între timp preluarea de semnătură a grupului.
O altă preluarea a fost realizată de interpreta Victoria Hesketh, cunoscută sub numele de scenă Little Boots. Aceasta a inclus înregistrarea pe fața B a discului single „Remedy”, fiind disponibil și pe website-ul său. Referitor la alegerea de a prelua cântecul artista a declarat: „Absolut tot ce conține versul «If I died would you come to my funeral» (ro: «Dacă aș muri ai veni la înmormântarea mea»), cerea să fie preluat. Tot ce am vrut a fost să adăugăm puțin din ce conțin remixurile «Night Versions» ale celor de la Duran Duran”.

## Recenzii
Percepția criticilor asupra înregistrării a fost una favorabilă. AngryApe oferă cântecului o recenzie pozitivă, comentând: „În timp ce o serie de candidați la X Factor au căzut tragic în mulțimea uitată [...] JLS par a fi unii dintre puținii artiști destinați măreției. Discul lor de debut nu este o baladă sau o preluare sentimentală pe care ai asocia-o în mod automat starurilor din trecut ce intrau în concurs. De fapt, «Beat Again» este o supradoză de R&B care sună atât de bogată încât ar fi putut cu ușurință veni din partea oricărui superstar american precum Usher sau Ne-Yo”. BBC Music oferă cântecului patru puncte dintr-un total de cinci, afirmând: „Acest cântec [...] este o surpriza foarte mare. [...] Ok, nu este exact lucrul cel mai original pe care l-ați auzit vreodată [...] și nici nu este cel mai bun exemplu pentru talente vocale ale băieților [...], dar ideea este că prezintă un cântec pop molipsitor, interesant și amuzant”.  De asemenea, Digital Spy consideră că „«Beat Again» sună precum ceva ce Ne-Yo a uitat să includă pe recentul său album Year Of The Gentleman. [...] [Cântecul] este considerabil mai interesant decât 99% dintre discurile single lansate de un artist afiliat la X Factor. Ar fi bine ca Alexandra Burke să aibă ceva interesant în mânecă pentru că vechii săi rivalii au lansat o provocare destul de decentă”.
Steve Appleton de la Female First a criticat lipsa de originalitate a înregistrării, afirmând: „cu unul dintre versurile de deschidere — «Losing you could be the end of me» (ro: «Pierderea ta ar putea însemna sfârșitul meu»), am început să mă îndoiesc de credibilitatea compoziției. [...] Nu este vorba de faptul că nu mi se pare interesantă ideea despărțire/împăcare; pur și simplu ideea de a auzi același tip de versuri pentru a patru sutea oară luna acesta este prea mult. [...] Este un cantec pop bun și se poate vedea cu ușurință că va activa bine, dar într-adevăr pare a fi lipsit de originalitate”. Cu toate acestea, „Beat Again” a fost recompensat cu trei puncte dintr-un total de cinci.
Digital Spy a așezat cântecul pe poziția cu numărul 19 în ierarhia celor mai interesante discuri single lansate în anul 2009, devansând șlagăre ale unor artiști precum Beyoncé, Britney Spears, Cascada, Girls Aloud sau Jordin Sparks. Aceeași compoziție a câștigat locul 18 în ierarhia „Celor mai bune 45 de discuri single din 2009”, compilată de PopJustice, depășind cântece semnate Cheryl Cole, Lady Gaga sau Sugababes.

## Promovare
Pentru a-și promova cântecul componenții JLS au participat în la evenimentul Summertime Ball organizat de Capital FM. Recitaluri au mai fost susținute pe aceeași scenă de artiști precum Blue, Enrique Iglesias, Katy Perry sau Leona Lewis. De asemenea, grupul a interpretat înregistrare în emisiuni precum GMTV sau Loose Women. La scurt timp după lansarea discului, formația a participat la T4 On The Beach 2009, unde cântecul „Beat Again” a fost interpretat în fața unui public de aproximativ 50.000 de persoane, pe aceeași scenă urcând și Alesha Dixon, Sophie Ellis-Bextor sau The Saturdays. Cei patru membrii ai grupului s-au prezentat și la festivalurile Rock in the Park Preston și Party in the Park. Alte prezentări notabile ale piesei s-au petrecut în cadrul premiilor Mobo Awards 2009 și BBC Switch: Live 2009. În timpul repetițiilor pentru interpretarea de la Mobo Awards 2009, Dino „Dappy” Contostavlos, membru al formației N-Dubz, a blamat prestația grupului, acuzandu-l ca a făcut playback. Conform martorilor, în urma acestui episod JLS s-au arătat deranjați de remarcile făcute de Contostavlos. De asemenea, formația a întâmpinat rivalități din partea aceluiași artist și anterior, el numindu-i „prefabricați”.
Piesa a fost interpretată și la gala Premiilor BRIT pe data de 16 februarie 2010. Formația a declarat că spectacolul va fi „mai mult ca un film decât precum un concert”, pentru acesta grupul apelând la coregraful lui Justin Timberlake. Spre deosebire de majoritatea artiștilor care au interpretat cântece la aceeași ceremonie, JLS nu a reușit să obțină o creștere semnificativă a vânzărilor produselor discografice.

## Nominalizări și premii
| An   | Titlu                      | Secțiunea                   | Rezultat     | Notă   |
| ---- | -------------------------- | --------------------------- | ------------ | ------ |
| 2009 | MOBO Awards                | Cel mai bun cântec          | Câștigat     | [ 54 ] |
| 2009 | Popjustice £20 Music Prize | Cel mai bun cântec          | Nominalizare | [ 55 ] |
| 2009 | Virgin Media Music Awards  | Cel mai bun cântec          | Nominalizare | [ 56 ] |
| 2010 | BRIT Awards                | Cel mai bun single britanic | Câștigat     | [ 26 ] |

## Ordinea pieselor pe disc
| \| Nr. \| Titlul \| Durată \| \| ----------------------------------------------------------------- \| ---------------- \| ------ \| \| Disc single distribuit în Irlanda și Regatul Unit[2] \| \| \| \| 1. \| „Beat Again” [A] \| 3:16 \| \| 2. \| „Umbrella” [B] \| 4:21 \| \| Descărcare digitală distribuită în Irlanda[57] și Regatul Unit[3] \| \| \| \| 1. \| „Beat Again” [A] \| 3:16 \| \| 2. \| „Umbrella” [B] \| 4:21 \| | - Discul single distribuit în Irlanda și Regatul Unit conține și un poster. Specificații - A ^ Versiunea de pe albumul părinte JLS. - B ^ Preluare după șlagărul interpretei Rihanna; versiune înregistrată în studio. |        |
| Nr. | Titlul | Durată |
| Disc single distribuit în Irlanda și Regatul Unit | |        |
| 1. | „Beat Again” [A] | 3:16   |
| 2. | „Umbrella” [B] | 4:21   |
| Descărcare digitală distribuită în Irlanda și Regatul Unit | |        |
| 1. | „Beat Again” [A] | 3:16   |
| 2. | „Umbrella” [B] | 4:21   |

## Videoclip
Videoclipul cântecului „Beat Again” a avut premiera pe data de 2 iunie 2009 pe postul de televiziune The Box. Inițial, materialul urma să fie difuzat pentru prima dată de postul de televiziune 4Music, însă The Box au difuzat videoclipul înaintea acestuia. Scurtmetrajul a fost produs de Scott Clark și regizat de Max & Dania, care au colaborat și cu artiști precum Alesha Dixon, Craig David, Jamelia, Girls Aloud sau Westlife. În timpul documentarului JLS Revealed difuzat de ITV 2 pe 7 noiembrie 2009 s-au dezvăluit informații conform cărora materialul a fost filmat în luna mai a aceluiași an.
Scurtmetrajul îi prezintă pe cei patru componenți JLS în timp ce interpretează o serie de coregrafii în fața mai multor lumini colorate. De asemenea, cântăreții sunt afișați și separat de-a lungul videoclipului.

## Prezența în clasamente
La scurt timp de la lansarea sa în format compact disc și descărcare digitală, cântecul a devenit unul dintre cele mai bine vândute discuri single ale acelei săptămâni. Conform ierarhiilor oficiale ale mijlocului de săptămână din Regatul Unit, „Beat Again” se afla pe locul 1, în timp ce piesa aflată pe fața B a discului single, preluare după șlagărul Rihannei, „Umbrella” se afla și ea în top 10. Odată cu publicarea clasamentului UK Singles Chart din data de 19 iulie 2009 „Beat Again” se afla pe locul 1, datorită celor 106.299 de exemplare comercializate în primele șapte zile de disponibilitate. Acest lucru s-a datorat și numărului semnificativ de difuzări radio, compoziția aflându-se pe locul 2 în aceeași săptămână în ierarhia ce contorizează difuzările. În urma acestei realizări, formația a înregistrat, la momentul respectiv, cel mai rapid vândut single de debut al anului, devansând piese precum „Just Dance” (Lady GaGa) sau „Mama Do (Uh Oh, Uh Oh)” (Pixie Lott). Cu toate acestea, compoziția „Umbrella” a fost exclusă din lista finală, lucru datorat unei greșeli a comise de Official Charts Company, piesa fiind considerată parte a discului single „Beat Again”. De asemenea, în Irlanda, cântecul a înregistrat un succes asemănător, debutând pe locul 4 și avansând până pe poziția cu numărul 3 la două săptămâni distanță.
Datorită vânzărilor înregistrate în cele două regiuni, „Beat Again” a debutat pe locul 6 în lista europeană compilată de revista Billboard. De asemenea, cântecul a devenit cunoscut într-o serie de teritorii precum Bulgaria, Macedonia sau România. În primele două țări piesa a obținut locul 8, în timp ce în ultima regiune s-a clasat pe locul 2 în topul național și pe treapta cu numărul 1 în ierarhia ce evidențiază difuzările la posturile de televiziune. La nivel mondial, compoziția a debutat pe locul 19, acumulând un total de 257.000 de puncte oferite de furnizorul Media Traffic.

## Clasamente
| Țară (Clasament)                         | Poziția maximă | Referință |
| ---------------------------------------- | -------------- | --------- |
| Bulgaria (Nielsen Airplay)               | 2              | [ 74 ]    |
| Bulgaria (APC Charts)                    | 8              | [ 16 ]    |
| Croația (e!Hot)                          | 22             | [ 75 ]    |
| Estonia (Uuno.ee)                        | 11             | [ 76 ]    |
| Europa (APC Charts — Euro 200)           | 29             | [ 77 ]    |
| Europa (Billboard — European Hot 100)    | 6              | [ 70 ]    |
| Europa (Billboard — Euro Digital Songs)  | 19             | [ 78 ]    |
| Europa (Billboard — Euro Digital Tracks) | 13             | [ 79 ]    |
| Irlanda (IRMA — Descărcări)              | 5              | [ 80 ]    |
| Irlanda (IRMA)                           | 3              | [ 16 ]    |

| Țară (Clasament)                      | Poziția maximă | Referință |
| ------------------------------------- | -------------- | --------- |
| Macedonia (Antenna 5)                 | 8              | [ 17 ]    |
| România (Media Forest — «Radio»)      | 2              | [ 71 ]    |
| România (Media Forest — «TV»)         | 1              | [ 71 ]    |
| România (Romanian Top 100)            | 2              | [ 18 ]    |
| Regatul Unit (OCC — Difuzări «Radio») | 1              | [ 81 ]    |
| Regatul Unit (OCC — Descărcări)       | 1              | [ 82 ]    |
| Regatul Unit (OCC — UK R&B Chart)     | 1              | [ 83 ]    |
| Regatul Unit (OCC — UK Singles Chart) | 1              | [ 84 ]    |
| Scoția (OCC — Scottish Singles Chart) | 1              | [ 85 ]    |
| United World Chart (Media Traffic)    | 19             | [ 72 ]    |

## Versiuni existente
| - „Beat Again” (versiunea de pe albumul JLS) - „Beat Again” (remix „Digital Dog Radio Edit”) - „Beat Again” (remix „Digital Dog Club Mix”) | - „Beat Again” (remix „Digital Dog Dub Mix”) - „Beat Again” (remix „Kardinal Beats Radio Edit”) - „Beat Again” (remix „Kardinal Beats Remix”) |

## Personal
- Sursă:[4]
- Voce: JLS
- Textieri: Steve Mac și Wayne Hector
- Producători: Steve Mac și Wayne Hector
- Voci de acompaniament: JLS și Wayne Hector
- Ingineri de sunet: Chris Lawe și Dann Pursey
- Înregistrat la „Rokstone” (Londra, Anglia)
- Compilat de: Serban Ghenea la studiourile „MixStar” (Virginia Beach, Virginia, S.U.A.)
- Îngineri de compilare: John Hanes

## Datele lansărilor
| Țara          | Data lansării | Casă de discuri | Format              | Referințe |
| ------------- | ------------- | --------------- | ------------------- | --------- |
| Regatul Unit  | 8 mai 2009    | Epic Records    | difuzare radio      | [ 1 ]     |
| Regatul Unit  | 2 iunie 2009  | Epic Records    | premieră videoclip  | [ 58 ]    |
| Irlanda       | 10 iulie 2009 | Epic Records    | descărcare digitală | [ 57 ]    |
| Noua Zeelandă | 12 iulie 2009 | Epic Records    | descărcare digitală | [ 86 ]    |
| Regatul Unit  | 12 iulie 2009 | Epic Records    | descărcare digitală | [ 3 ]     |
| Regatul Unit  | 13 iulie 2009 | Epic Records    | disc single         | [ 2 ]     |
| Australia     | 31 iulie 2009 | Epic Records    | disc single         | [ 87 ]    |

## Certificări și vânzări
| \| Țara/ clasament \| Vânzări/ puncte \| Certificare \| Referințe \| \| ------------------ \| --------------- \| ----------- \| --------- \| \| Regatul Unit \| 510.000 \| \| [88][89] \| \| United World Chart \| +257.000 \| — \| [73] \| | Note - reprezintă „disc de aur”; |             |               |
| Țara/ clasament | Vânzări/ puncte                  | Certificare | Referințe     |
| Regatul Unit | 510.000                          |             | [ 88 ] [ 89 ] |
| United World Chart | +257.000                         | —           | [ 73 ]        |